# Зал игровых автоматов

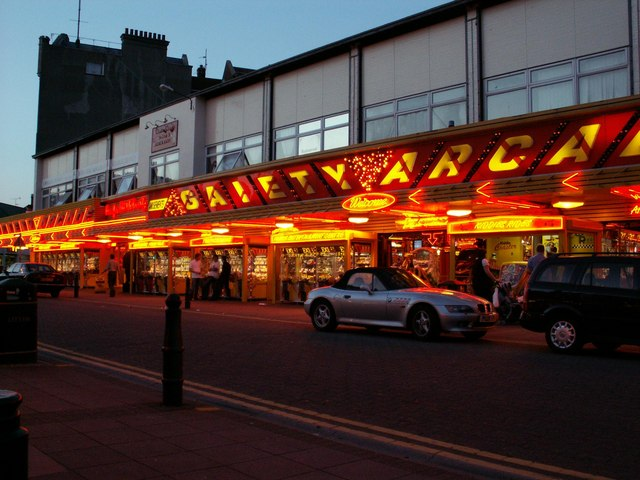
Зал игровых автоматов в Великобритании

Зал игровых автоматов (англ. amusement arcade, video arcade) — общественное место, предназначенное для игры в аркадные игры, которые могут быть в форме компьютерных игр, машин для пинбола, электромеханических игр, редемпшн-автоматов, мерчандайзеров (например, как «Кран»), бильярдов с оплатой монетами, столов для аэрохоккея. В некоторых странах существуют залы игровых автоматов, в которых законом разрешается установка автоматов для азартных игр наподобие слот-машин или патинко. Игры, как правило, помещаются внутрь корпуса, называемого аркадным автоматом. Прообразы этих заведений в начале XX века назывались «пенни-аркадами» (англ. penny arcade).
Компьютерные игры начали появляться в залах игровых автоматов во второй половине 1970-х годов, они оставались наиболее популярными в течение так называемого золотого века компьютерных аркадных игр, то есть в первой половине 1980-х годов. Эти игры обрели популярность среди детей (в особенности подростков), из-за чего родители начали предполагать возможность связи школьных прогулов с увлечением компьютерными играми.

## Историческая справка

### Пенни-аркады
В заведениях, называвшихся пенни-аркадами, устанавливались развлекательные устройства с оплатой монетами. Это название стало использоваться примерно в 1905—1910 годах. Оно произошло от названия монеты, на которую были рассчитаны монетоприемники. Были распространены устройства, предназначенные для следующих игр:
- «Багатели» (англ. bagatelles) — игры с элементами бильярда и механического пинбола.
- Ранние формы механических машин для пинбола.
- Машины предсказаний (англ. fortuneteller machines).
- Слот-машины.
- Устройства с оплатой монетами, использующие восковые цилиндры и принцип фонографа (англ. coin-operated Amberolas).
- Устройства показа картинок через окуляры, позволяющие наблюдателю видеть разные объекты и картинки (англ. peep show machines).
- Мутоскопы.
- Устройства для «проверки любви» (англ. love tester machines).
- Тиры с оплатой монетами.

Принцип «пенни-аркад» позднее, в конце 1970-х годов, лег в основу компьютерных аркадных игр.

### 1970-е и 1980-е годы
Тенденция перевода аркадных игр с традиционных на компьютерные начала набирать силу в конце 1970-х годов после выхода таких игр как Space Invaders в 1978 году и Galaxian в 1979 году, а также широкого распространения в 1980 году игр Pac-Man, Centipede и др. Центральные процессоры, использованные в этих автоматах, позволяли создавать более сложные игры, нежели игры, основанные на дискретных логических элементах как, например, вышедший в 1972 году Pong от Atari.
К концу 1970-х года технологии компьютерных аркадных игр стали достаточно сложными, чтобы предлагать игрокам графику и звук хорошего качества, но в то же время оставались весьма простыми: так, оставались недоступными реалистичные изображения и full motion video (с англ. — «полностью подвижное видео»), лишь в некоторых играх присутствовало голосовое сопровождение. То есть, успех этих игр объясняется только простотой и увлекательностью игрового процесса. Благодаря этой особенности становится понятным, почему в эти игры продолжают играть и в современности, несмотря на прогресс в области компьютерных технологий.
Во время золотого века в 1980-х годах компьютерные аркадные игры достигли максимума в популярности, новаторстве и доходах. В этот период цветные компьютерные аркадные игр начали доминировать на рынке, а игровые автоматы стали устанавливать вне традиционных мест типа залов для боулинга или баров. Разработчики экспериментировали с самыми разными жанрами компьютерных игр, пытаясь уместить их в жестких рамках, определенных производительностью процессоров и доступными объемами памяти. В этот период происходило стремительное распространение залов игровых автоматов в Северной Америке, Западной Европе и Японии. Например, в Северной Америке количество залов игровых автоматов увеличилось более чем в 2 раза в период с 1980 по 1982 годы, достигнув максимального числа в 13 000 залов во всем регионе, тогда как к 1998 году их количество снизилось до 4000. Начиная с игры Space Invaders, аркадные автоматы устанавливались в супермаркетах, ресторанах, магазинах по продаже алкоголя, на АЗС и многих иных учреждениях, где они могли приносить доход. Этот расцвет закончился в середине 1980-х годов, после так называемого «кризиса индустрии компьютерных игр 1983 года».
30 ноября 1982 года Джерри Паркер (англ. Jerry Parker), мэр города Оттумва в Калифорнии, объявил его «мировой столицей компьютерных игр». Эта инициатива имела благоприятные последствия для индустрии компьютерных игр. Играя ключевую роль в истории компьютерных игр, в Оттумве появились две существующие и ныне организации — «Межгалактическая таблица очков» компании Twin Galaxies и компания U.S. National Video Game Team. Кроме того, в «мировой столице компьютерных игр» впервые были проведены следующие мероприятия:
- первый парад в тематике компьютерных игр (8 января 1983 г.)[8];
- первый чемпионат по компьютерных играм (8-9 января 1983 Г.)[9];
- первое исследование мозговой активности чемпионов по компьютерным играм (12 июля 1983 г.)[источник не указан 2322 дня];
- первое представление по набору миллиарда очков в компьютерных играх (16 января 1984 г.)[10];
- первый день славы игрока в компьютерные игры (28 января 1984 г.)[источник не указан 2322 дня]

Возможность большого «переворота игры» (англ. game-turnover) в японских аркадных автоматах определила быстрый геймдизайн, что привело к появлению таких стандартизированных аркадных систем как, например, JAMMA, Neo-Geo или CP System II. Эти системы представляли собой модуль внутри аркадного автомата с возможностью быстрой замены ПЗУ с записанной игрой для возможности легкой замены игры. Это упростило разработку и замену игр, но усложнило создание оборудования, которое должно было быть на острие технологического прогресса.
В США большинство залов игровых автоматов не получили ожидаемой выгоды от этой конструкции, поскольку многие игры на этот рынок не поставлялись. Однако, даже если игры и поставлялись, обычно дистрибьюторы отказывали в продаже только ПЗУ, предпочитая продавать ПЗУ, модуль или даже аркадный автомат в сборе. На практике, некоторые системы, например, система NAOMI от Sega представляла собой вариант домашней системы, установленной в аркадном автомате.

### 1990-е годы
Индустрия аркадных игр в середине 1994 года столкнулась с резким спадом. Посещаемость залов игровых автоматов и траты за одно посещение снизились, хоть и не до уровней кризиса 1983 года, но снижение было ощутимым настолько, что несколько крупных сетей залов игровых автоматов вынуждены были объявить о продаже бизнеса или заявить о банкротстве, а многие крупные производители аркадных автоматов заявили о выходе из этого бизнеса. Во втором квартале 1996 года компании, производящие аркадные автоматы, сообщили о продаже 90 000 устройств, тогда как в отчетах 1990 года говорилось о продаже 150 000 автоматов.
Основной причиной спада называлась большая популярность портированных на домашние приставки версий игр. В течение 1980-х годов портирование и выпуск игр на домашних приставках обычно занимали несколько лет, при этом результат зачастую значительно отличался от аркадного оригинала, который и получал всю популярность. Таким образом, быстрый выпуск портов на домашние системы привел к снижению прибылей владельцев аркадных автоматов.

### 2000-е годы
В конце 1990-х годов в новом комплексе «Казино Корона» в Мельбурне открылся бар, названный Barcode. Он позиционировался как «игровой бар» (англ. games bar), в котором предлагались как самые последние аркадные игры, так и классические бильярдные столы, столы для аэрохоккея и машины для пинбола, играть на которых можно было одновременно с употреблением алкогольных напитков. Бар стал очень популярным местом, поэтому в начале 2000-х годов был открыт второй бар в торговом центре Melbourne Central по соседству со стрип-клубами. Еще одно заведение Barcode было открыто в Нью-Йорке на Таймс-сквер в мае 2000 года, который также стал очень популярным. К открытию был приурочен специальный эпизод в телесериале «Секс в большом городе». Barcode на Таймс-сквер закрылся в 2003 году, заведение в «Казино Короне» — в 2006 году, несколько позднее было закрыто заведение в Melbourne Central.
В середине 2006-х годов бизнесмен из Мадрида Энрике Мартинез (англ. Enrique Martínez) предложил идею зала игровых автоматов нового поколения, суть которой в том, чтобы создать «гибридный кинотеатр с… туманом, черным светом, цифровыми проекторами высокого разрешения, вибрирующими сидениями, игровыми контроллерами и огромным количеством 17-дюймовых экранов, прикрепленных к индивидуальным креслам.» Для воплощения «высокотехнологичного игрового зала на 50 посадочных мест» было затрачено 390 тыс долларов на реконструкцию в испанском кинотеатре Yelmo Cineplex. В Германии компания-оператор кинотеатра CinemaxX также была нацелена на аналогичную реконструкцию. Было проведено 4-месячное исследование потребности в компьютерных играх в условиях кинотеатра.
В 2000-х годах производители начали добавлять в игры инновационные возможности. Например, Konami в играх Police 911 2000 года и Mocap Boxing 2001 года использовала функции определения движений и положения. Sega стала использовать так называемые «карты настроек» (англ. tuning cards) в играх наподобие серии Initial D, что позволяло игрокам сохранять игровые данные на карты, продаваемые игровым автоматом. Namco скопировала эту идею в своей игровой серии Maximum Tune. Залы игровых автоматов стали прилагать дополнительные усилия для привлечения внимания игроков, например, зоны с моторизованными сидениями, взаимосвязанные игры и системы объемного звучания. Редемпшн-автоматы и мерчандайзеры в этот период также стали использоваться как игровые автоматы. Один из наиболее популярных редемпшн-автоматов, Deal or No Deal от ICE, представляет собой симулятор одноименного телевизионного шоу. Мерчандайзеры с играми наподобие Stacker дают пользователю возможность выиграть ценный приз типа iPhone или игровой приставки.
В то же время, несмотря на эти инновации, произошло небольшое «возрождение» классически компьютерных игр и залов игровых автоматов. Так, в Бруклине в 2004 году открылось заведение Barcade. В нем полноценный бар совмещался с игровыми автоматами, причем были представлены исключительно аркадные автоматы из 1970-х и 1980-х годов — из золотого века компьютерных аркадных игр. Это место стало популярным, и Barcade получил известность как хорошее место для того, чтобы поиграть в игровые автоматы, потому что это «одно из немногих мест, где классические аркадные автоматы доступны публике и находятся в хорошем рабочем состоянии». Благодаря успеху Barcade в США стали открываться подобные заведения. В то же время другие залы игровых автоматов наподобие Ground Kontrol из Портленда (Орегон) начали обустраивать полноценные бары в своих залах. Даже некоторые традиционные бары установили у себя классические аркадные автоматы.
Ввиду усиления этой тенденции индустрия и СМИ начали попытки классифицировать эти залы игровых автоматов с барами. Так, Ассоциация DNA называла их «социально-развлекательными», а также описывала их как «игровые бары». Многие из этих «игровых баров» стали популярными, и их распространение продолжилось.
В Великобритании классические залы игровых автоматов наподобие Casino или Trocadero (оба из Лондона) закрылись, при этом некоторые из автоматов, принадлежавших Trocadero позднее были обнаружены в новом зале игровых автоматов Heart of Gaming в Северном Актоне.

## Виды игр

### Компьютерные игры

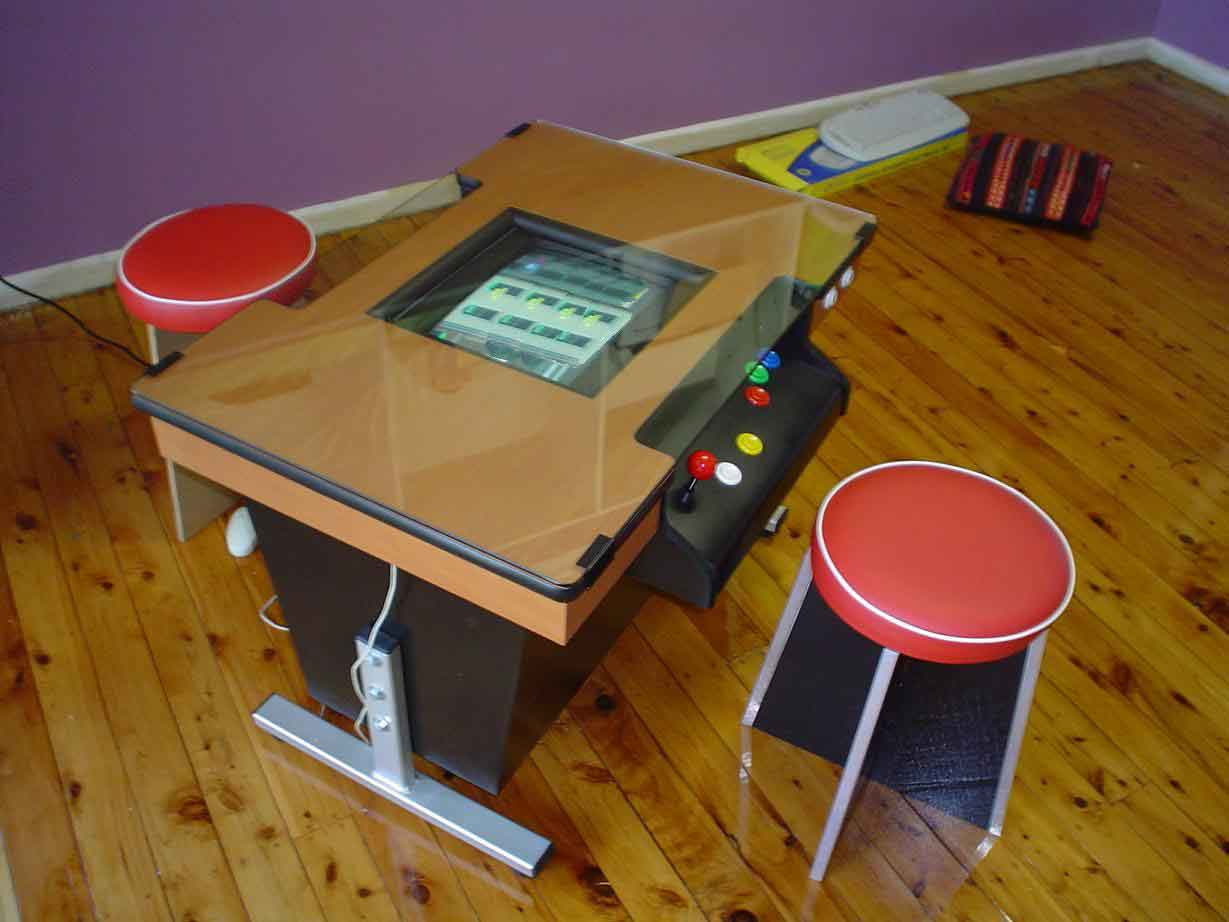
«Коктейльный» аркадный автомат, переделанный для запуска эмулятора MAME.

В залах игровых автоматов компьютерные игры как правило встречаются в виде аркадных автоматов. Наиболее распространенным являются автоматы типа стойки или колонны (англ. upright), представляющий собой высокий вертикальный корпус с экраном и устройствами ввода, установленными на передней стенке. Пользователь становится перед автоматом, и, чтобы началась игра, опускает монеты или токены в монетоприемник автомата или пользуется специальной картой доступа. Это исторически наиболее популярная разновидность аркадных автоматов, однако в настоящее время наиболее прибыльной в Америке формой являются гоночные игры и редемпшн-автоматы премиального сегмента. В Японии, несмотря на представленность премиальных игр, также неплохим бизнесом являются традиционные аркадные автоматы, одобренные ассоциацией JAMMA.
Некоторые автоматы, например, с играми Ms. Pac-Man и Joust иногда представлены в небольших корпусах, накрытые сверху обычным стеклом или органическим стеклом. Игрок садиться за такой стол и играет в игру, смотря вниз на расположенный под стеклом экран. Этот тип аркадных автоматов известен как «коктейльный аркадный стол» или «аркадный автомат, встроенный в столешницу», поскольку изначально он стал популярным для установки в барах и пабах. Для режима игры с двумя игроками они садятся за автоматом напротив, а игровой экран переворачивается, чтобы правильным образом отображаться тому игроку, который сейчас получает управление. Однако, существует ряд автоматов, где игроки сидят рядом, а не напротив. Обе формы «коктейльных» автоматов предлагались для таких игр как, например, Joust и Gun Fight.

### Гоночные игры
Некоторые аркадные игры, например, гоночные разработаны таким образом, что пользователь должен сидеть внутри автомата. Этот тип аркадных автоматов иногда определяется как «сидячий». Двумя крупнейшими производителями, предлагающими аркадные автоматы такого типа, являются Sega и Namco.

### Другие игры
Среди других игр встречаются машины для пинбола, редемпшн-автоматы и мерчадайзеры. Машины для пинбола оборудованы наклоненным игровым полем, накрытым стеклом. Игроки при помощи механических поворотных манипуляторов направляют тяжелый металлический шар к светящимся целям. Выигрышем в редемпшн-автоматах являются билеты, которые впоследствии можно обменять на призы типа игрушек или иных новинок. Призы обычно показываются на заднем плане за счетчиком или за стеклянной витриной, а сотрудник зала игровых автоматов выдает игроку его приз после подсчета полученных билетов. Призами в мерчандайзерах обычно являются игрушки с сюрпризом, CD, DVD и сладости, которые выдаются самим автоматом.
В некоторых странах законодательно разрешено устанавливать в залах игровых автоматов устройства, предназначенные для азартных игр, например, слот-машины или патинко. В крупных залах игровых автоматов могут устанавливаться небольшие аттракционы с оплатой монетами, предназначенные для детей младшего возраста. В некоторых заведениях объединены аркадные автоматы, бар и ресторан.
В залах игровых автоматов обычно устанавливают автоматы для размена денег или автоматы по продаже токенов. Тем не менее, особенно в крупных сетевых залах игровых автоматов, вводится карточная система с пополняемым счетом. В залах игровых автоматов также могут устанавливаться торговые автоматы по продаже безалкогольных напитков, сладостей и чипсов. В залах игровых автоматов через громкоговорители может воспроизводиться музыка, либо какая-то радиостанция. В залах с аркадными автоматами обычно используется приглушенное освещение, чтобы уменьшить возможные блики на экранах и улучшить восприятие информации, отображаемой электронно-лучевыми трубками, а также любой другой информации, отображаемой светящими поверхностями аркадных автоматов.